# Dramaserie
Dramaserier är en genre bland TV-serier. Tillsammans med situationskomedier, såpoperor, miniserier och långfilm utgör dramaserierna grunden för den fiktiva delen av TV-kanalernas utbud. Enligt det standardformat som används i USA, är dramaserien numera indelad i säsonger. Klassiskt omfattade dessa ofta 22-26 avsnitt, med en speltid på omkring 45 minuter, inklusive reklamavbrott en timme i TV-tablåerna, men med strömmad TV är detta strikta format inte allenarådande. Seriernas tema kan vara av olika typ, till exempel action, deckare, historiskt, science fiction med mera.

## Historia
De första amerikanska dramaserierna (under 1940-talet och 1950-talet) utspelade sig ofta i western-miljö eller hade poliser och detektiver som huvudpersoner. Det var också vanligt med antologi-serier.

## Produktion
För att producera en dramaserie används i stort samma steg som en fullskalig filmproduktion. Under utvecklingsfasen skriver dramaseriens skapare en så kallad bibel för att flera manusförfattare ska kunna arbeta med serien samtidigt, vilket är en förutsättning för att hålla den höga produktionstakt som krävs för att skriva, filma och redigera omkring 25 avsnitt per säsong. 

### Svenska dramaserier
Säsongerna för svenska dramaserier består sällan av fler än åtta avsnitt. Speltiden för en hel timmes tablålagd dramaproduktion i TV4-Gruppens-, MTG TV:s och ProSiebenSat.1 Medias-kanaler, är omkring 45 minuter, medan 55 minuter i Sveriges Televisions kanaler.
Under 1990-talet producerades många svenska dramaserier, men under en period på 2000-talet minskade produktionen till förmån för situationskomedier och kanske framför allt dokusåpor. Idag är den åter igen mer populär.
Ett urval av svenska dramaserier mellan 1990 och 2010:

- Varuhuset (1987 - 1989)
- Rederiet (1992 - 2002)
- Tre Kronor (1994 - 1999)
- Skilda världar (1996 - 2002)
- Vänner och fiender (1996 - 2000)
- Vita Lögner (1997 -2002)
- Nya tider (1999 - 2006)
- Skeppsholmen (2002-2004)
- Andra Avenyn (2007-2010)